# Мијушко Шибалић
Мијушко Шибалић (Жабљак, 1915 — 1995), правник, учесник Народноослободилачке борбе и друштвено-политички радник СФР Југославије и СР Црне Горе.

## Биографија
Рођен је 1915. године у Жабљаку. Завршио је Правни факултет. Народноослободилачком покрету прикључио се 1941. године. Члан Комунистичке партије Југославије постао је исте године. Био је на разним руководећим дужностима у јединицама НОВЈ.
После рата, обављао је одговорне политичко-партијске дужности у Југословенској народној армији, све до 1953. године. Од 1953, био је помоћник, а затим заменик савезног јавног тужиоца, а од 1959. године помоћник секретара у Секретаријату за савезни буџет и општу управу. Од 1963, био је потпредседник Извршног већа СР Црне Горе и председник од 8. децембра 1966. до 5. маја 1967. године. Био је члан Савезног извршног већа од 1967. до 1969. године.
Биран је за посланика Скупштине Црне Горе и Савезне скупштине Југославије.
Био је председник Одбора за правосуђе Друштвено-политичког већа Савезне скупштине, члан Савезне конференције Социјалистичког Савеза радног народа Југославије и Главног одбора ССРН Црне Горе.
Умро је 1995. године.
Носилац је Партизанске споменице 1941. и више југословенских одликовања.